# Kewin Komar
Kewin Komar (ur. 26 lipca 2003 w Bełchatowie) – polski piłkarz, występujący na pozycji bramkarza, od 2025 w klubie AEK Larnaka.

## Kariera klubowa

### GKS Bełchatów
Komar grał jako junior w GKS Bełchatów (2013–2019). Debiut w pierwszej drużynie zaliczył 31 lipca 2021 w przegranym 1:2 spotkaniu przeciwko Wiśle Puławy. Pierwsze czyste konto zachował 21 sierpnia 2021 w meczu z Hutnikiem Kraków (1:0). Ostatecznie w barwach tego klubu Komar wystąpił 14 razy trzykrotnie zachowując czyste konto.

### Puszcza Niepołomice
Komar przeszedł do Puszczy Niepołomice.12 stycznia 2022. Zadebiutował 22 maja 2022 w meczu ze Stomilem Olsztyn (0:1). Pierwsze czyste konto zachował 17 lipca 2022 w wygranym 1:0 spotkaniu przeciwko Górnikowi Łęczna.

### AEK Larnaka
1 sierpnia 2025 został  zawodnikiem ekstraklasowego cypryjskiego AEK Larnaka.

## Kariera reprezentacyjna
W 2022 i 2023 Komar otrzymywał powołania do reprezentacji Polski U-20, nie wystąpił jednak w żadnym meczu.

## Statystyki

### Klubowe
(aktualne na dzień 19 maja 2025)
| Klub                | Sezon              | Liga               | Liga  | Liga   | Puchar kraju | Puchar kraju | Suma  | Suma   |
| Klub                | Sezon              | Liga               | Mecze | Bramki | Mecze        | Bramki       | Mecze | Bramki |
| ------------------- | ------------------ | ------------------ | ----- | ------ | ------------ | ------------ | ----- | ------ |
| GKS Bełchatów       | 2021/22            | II liga            | 14    | 0      | 1            | 0            | 15    | 0      |
| GKS Bełchatów       | Ogólnie            | Ogólnie            | 14    | 0      | 1            | 0            | 15    | 0      |
| Puszcza Niepołomice | 2021/22            | I liga             | 1     | 0      | 0            | 0            | 0     | 0      |
| Puszcza Niepołomice | 2022/23            | I liga             | 27    | 0      | 0            | 0            | 27    | 0      |
| Puszcza Niepołomice | 2023/24            | Ekstraklasa        | 6     | 0      | 0            | 0            | 6     | 0      |
| Puszcza Niepołomice | 2024/25            | Ekstraklasa        | 30    | 0      | 0            | 0            | 30    | 0      |
| Puszcza Niepołomice | Ogólnie            | Ogólnie            | 64    | 0      | 0            | 0            | 64    | 0      |
| Ogólnie w karierze  | Ogólnie w karierze | Ogólnie w karierze | 78    | 0      | 1            | 0            | 75    | 0      |

## Kontrowersje
W sierpniu 2023 do mediów trafiły informacje o pobiciu Kewina Komara na festynie w Wiśniczu Małym, przez które bramkarz miał złamać rękę. Rzekomymi sprawcami czynu mieli być członkowie „Młodej Ferajny” – jednej z grup kibicowskich Wisły Kraków. Mieli oni także zastraszać Komara. Dochodzenie policji wykazało jednak, że żadne pobicie nie miało miejsca, miało dojść jedynie do szarpaniny między Komarem a byłym chłopakiem jego dziewczyny. Piłkarz uderzył mężczyznę, który próbował rozdzielić wspomnianą dwójkę, a sam złamał też rękę. We wrześniu 2024 Komarowi postawiono zarzut spowodowania lekkiego lub średniego uszczerbku na zdrowiu, a Sąd Rejonowy w Bochni zarządził warunkowe umorzenie postępowania na rok próby. W lutym 2025 Sąd Okręgowy w Tarnowie uniewinnił Komara w drugiej instancji, orzekając, że działał w obronie koniecznej.